# De Geheime Dienst
De Geheime Dienst was een elfdelige Nederlandse televisieserie in 2000 die zich afspeelde ten tijde van de reorganisatie van de Binnenlandse Veiligheidsdienst tot Algemene Inlichtingen- en Veiligheidsdienst. De serie gaf een beeld van de organisatiestructuur en werkzaamheden van de voormalige BVD.
De serie vertelt een fictief verhaal met verwijzingen naar waarheidsgetrouwe situaties Operatiën & Inlichtingen, o.a. door opname in het voormalige inlichtingenhoofdkwartier Villa Maarheeze, en de oorlogen in Tsjetsjenië. 

## Verhaal
Een groep Tsjetsjeense terroristen pleegt een aanslag in Koninklijk Theater Tuschinski, door middel van botulinetoxine. Personen die zich tijdens de aanslag in de bioscoop bevonden worden met wisselende gezondheidsklachten opgenomen in het ziekenhuis. Terwijl de BVD erger moet zien voorkomen en de Tsjetsjenen moet vinden, meldt Anne Warmond (Ariane Schluter) zich bij de BVD, zij is ingehuurd om de reorganisatie van de dienst, tot onvrede van directeur Staatsveiligheid Karel Winter (Han Kerckhoffs). Terwijl de BVD de zaak onderzoekt, en hierbij gebruik maakt van de expertise van chemicus Jos van Hall (Leopold Witte), ontdekt Anne hoe de zaak werkelijk in elkaar steekt en hoe bepaalde personen binnen de BVD en het Nederlandse bedrijfsleven hierin een rol spelen.
| Personage         | Acteur              | Aantal aflevering | Functie                                            |
| ----------------- | ------------------- | ----------------- | -------------------------------------------------- |
| Anne Warmond      | Ariane Schluter     | 11                | Reorganisator, Ex Rechercheur                      |
| Jos van Hall      | Leopold Witte       | 10                | Bacterioloog, BVD Informant                        |
| Karel Winter      | Han Kerckhoffs      | 11                | Directeur Staatsveiligheid                         |
| Michel Maat       | Rik van Uffelen     | 11                | Directeur Democratie en Rechtsorde                 |
| Theo Hoogland     | Wim van der Grijn   | 11                | Hoofd BVD                                          |
| Ilse Fijnhout     | Alice Reijs         | 11                | Directeur Operationele Informatievoering           |
| Rob de Zwaan      | Jeroen Willems      | 11                | Directeur Economische en Maatschappelijke Belangen |
| Madina Masajevo   | Nathalya Golofstova | 11                | Tsjetsjeense terrorist                             |
| Chalil Gamzatov   | Stipo Jelec         | 11                | Tsjetsjeense terrorist                             |
| Abakar Rizvanov   | Ikrali Apadkidze    | 11                | Tsjetsjeense terrorist                             |
| Rasoul Sjamilov   | Alberto Arifi       | 11                | Tsjetsjeense terrorist                             |
| Michael Kirijenko | Leonid Vlasov       | 6                 | Russische crimineel                                |
| Hugo Peters       | Marc Krone          | 11                | Bedrijfsleider BDO                                 |
| Rene Meijer       | Bruun Kuyt          | 11                | Laborant BDO                                       |
| Marjan            | Monic Hendrickx     | 4                 | Vriendin/ex-collega Anne                           |
| Mauritz Hazelhoff | Warre Borgmans      | 7                 | Directeur Research & Development BDO               |

| Afl. | Titel                    | Datum            | Regie            | Scenario                |
| ---- | ------------------------ | ---------------- | ---------------- | ----------------------- |
| 1    | Biohazard                | 8 januari 2000   | Vivian Pieters   | Simon de Waal           |
| 2    | Deadline                 | 15 januari 2000  | Vivian Pieters   | Bert Bouma              |
| 3    | Een Kwestie van Belangen | 22 januari 2000  | Hans Scheepmaker | Jan Bernhard Bussemaker |
| 4    | Dood Spoor'              | 29 januari 2000  | Hans Scheepmaker | Maarten Lebens          |
| 5    | Doorbraak                | 5 februari 2000  | Vivian Pieters   | Bert Bouma              |
| 6    | Déjà Vu                  | 12 februari 2000 | Erik van 't Wout | Simon de Waal           |
| 7    | Het Grote Spel           | 19 februari 2000 | Erik van 't Wout | Jan Bernhard Bussemaker |
| 8    | Baltic 527               | 26 februari 2000 | Hans Scheepmaker | Jan Bernhard Bussmaker  |
| 9    | Akkoord met de Vijand    | 4 maart 2000     | Hans Scheepmaker | Maarten Lebens          |
| 10   | Explosiegevaar           | 11 maart 2000    | Vivian Pieters   | Bert Bouma              |
| 11   | Eindspel                 | 18 maart 2000    | Vivian Pieters   | Simon de Waal           |